# En julsaga (film, 1984)
En julsaga (engelska: A Christmas Carol) är en amerikansk-brittisk TV-film från 1984 i regi av Clive Donner. Filmen är baserad på Charles Dickens En julsaga från 1843. Donner var klippare på filmatiseringen från 1951. I huvudrollen som Ebenezer Scrooge ses George C. Scott.

## Handling
I viktoriansk tid finns i England Ebenezer Scrooge, en cynisk, arrogant och bitter gammal man vars enda intresse i livet har varit och är pengar. Julen framkallar inte mer än ett - Äsch, bluff! (humbug) från honom. Högtiden är kommersiell och bara ett onödig slöseri med tid och pengar enligt honom. 
På julaftons kväll får Scrooge besök av sin forna kollega Jacob Marleys ande, han är som ett resultat av sin girighet och brist på generositet mot mindre bemedlade under sitt liv på jorden, dömd att för evigt vandra runt kedjad och utan möjlighet att finna frid. Detta öde kommer även drabba Scrooge om han inte drastiskt ändrar sitt sätt att leva.
Marley arrangerar så att Scrooge får besök av tre andar under följande natt för att visa honom på vad han går miste om i livet och vad han gör fel. Andarna är de Förgångna julars ande, Nuvarande julens ande och Kommande julars ande. Andarna tvingar Scrooge att granska sitt livs tillkortakommanden som han tidigare inte velat erkänna. Scrooge inser istället modet och optimismen hos sin otacksamt behandlade kollega Bob Cratchit som trots att han lever under knappa omständigheter och har en allvarligt sjuk son lyckas vara en god förebild för sina barn och njuta av livets enkla glädjeämnen tillsammans med sin familj. 
Scrooge grips av de livsöden han får bevittna under natten med andarna och inser att han gått miste om det viktigaste i livet. Han förstår nu att pengar aldrig kan ersätta människor, gemenskap och kärlek. För att undgå samma bittra öde som Marley, vilket han omedvetet verkat för, lovar Scrooge nu att frångå sitt gamla sätt och anamma ett nytt, mer livsbejakande. Han lär sig till slut att öppna sitt hjärta för julens budskap och sanna glädje. Scrooge bekänner att han glömt bort att älska, kanske i brist på mod - Må gud förlåta mig för den tid jag har förspillt, utbrister han. 
Ebenezer Scrooge höll sitt löfte till andarna och mer därtill, han blev en så god vän, arbetsgivare och människa som där funnits. Det sades om honom att han om någon visste hur man hedrade julens budskap året om.

## Rollista i urval
- George C. Scott – Ebenezer Scrooge
- Frank Finlay – Jacob Marley
- Angela Pleasence – Förgångna julars ande
- Edward Woodward – Nuvarande julens ande
- Michael Carter – Kommande julars ande
- David Warner – Bob Cratchit
- Susannah York – Mrs. Cratchit
- Anthony Walters – Tiny Tim Crachit
- Roger Rees – Fred Hollywell
- Caroline Langrishe – Janet Hollywell
- Lucy Gutteridge – Belle
- Nigel Davenport – Silas Scrooge
- Mark Strickson – Ebenezer Scrooge (som ung)
- Joanne Whalley – Fan Scrooge
- Timothy Bateson – Fezziwig
- Michael Gough – Mr. Poole
- John Quarmby – Mr. Hacking
- Peter Woodthorpe – gamle Joe
- Liz Smith – Mrs. Dilber
- John Sharp – Tipton
- Derek Francis – Pemberton

## Om filmen
Filmen spelades in i Shrewsbury i England.

### Fotnoter
1. ↑  ”Shropshire movies: A Christmas Carol in Shrewsbury” (på engelska). BBC. 31 mars 2010. http://news.bbc.co.uk/local/shropshire/hi/people_and_places/newsid_8589000/8589877.stm. Läst 9 september 2016.